# Minhas Origens
Minhas Origens é o segundo extended play (EP) da cantora brasileira Joelma, lançado em 27 de setembro de 2019 de forma independente. Com direção musical de Dedê Borges, Minhas Origens tem o intuito de "resgatar" as raízes de Joelma, destacando a força da música do Pará. O EP conta com quatro faixas que foram lançadas a cada sexta-feira de setembro.

## Antecedentes e lançamento
Numa entrevista concedida em maio de 2019, Joelma disse que estaria entrando em estúdio para gravar um extended play (EP) com quatro faixas inéditas. Em 22 de agosto, em entrevista para a Caras transmitida ao vivo no Facebook, a cantora revelou que o EP teria o título de Minhas Origens e cantou um trecho de uma das faixas, intitulada "Cupim de Coração". Mais tarde, foi divulgado que as quatro faixas do EP seriam lançadas a cada sexta-feira de setembro.
"Eclipse de Amor" foi lançada em 6 de setembro de 2019, acompanhada por um videoclipe postado no canal da artista no YouTube um dia mais tarde. "Cupim de Coração" foi lançada em 13 de setembro de 2019, também acompanhada por um vídeo musical liberado no dia seguinte. "Gigantes do Norte" foi lançada em 20 de setembro de 2019. A canção também teria um videoclipe gravado em aldeias indígenas do Pará e do Amazonas, mas foi cancelado devido aos incêndios florestais na Amazônia. "Minha Fortaleza" foi lançada em 27 de setembro de 2019, completando o EP.

## Desenvolvimento
"Nesse EP eu quis resgatar as minhas raízes e origens, minha adolescência, então foi bem lá no fundo mesmo. Estou muito apaixonada nesse trabalho. Estou muito feliz! […] Está 100% voltado para minha raiz e cultura. O que me move é isso – minha cultura e a minha dança. Com este trabalho queremos levar muita alegria, dança e amor para a galera".

— Joelma sobre o processo criativo de Minhas Origens.
Com direção musical de Dedê Borges, Minhas Origens tem o intuito de "resgatar" as raízes de Joelma, destacando a força da música do Pará. A cantora participou ativamente do processo de concepção do EP e comentou que "estava procurando um repertório como esse fazia um bom tempo, e sabia que na hora certa as músicas chegariam do jeito que […] imaginava", dizendo que recebeu "composições melhor do que […] esperava": "Acompanhei todos os detalhes deste novo trabalho para que ficasse a minha cara. A seleção das músicas foi feita com muito carinho junto com a minha equipe para que chegássemos a um repertório que reflete as minhas origens. O resultado ficou muito bacana e espero que todos os meus fãs curtam bastante".

### Estrutura musical e letras
Minhas Origens abre com "Eclipse de Amor", um calypso que conta a história de uma nova paixão nascida em um momento de fraqueza emocional e que logo toma conta do eu lírico, que se deixa levar pelo sentimento como o Sol é tomado pela Lua em um eclipse solar. "Cupim de Coração", a segunda faixa do EP, é uma mescla de bachata e calypso que fala de um homem que maltrata o coração das mulheres. Joelma descreveu "Gigantes do Norte", a terceira e penúltima faixa, como "um carimbó que combina as culturas, pontos turísticos do Pará e Amazonas". O EP termina com "Minha Fortaleza", um canto congregacional baseado no Salmo 91.

## Lista de faixas
Lista de faixas adaptadas do Apple Music e Tidal.
| N.º            | Título              | Compositor(es)                                               | Duração |  |
| 1.             | "Eclipse de Amor"   | Dhanathom Victor Castilho                                    | 2:29    |  |
| 2.             | "Cupim de Coração"  | Chrystian Lima Elivandro Cuca Renato Moreno                  | 3:23    |  |
| 3.             | "Gigantes do Norte" | Lima Diego Ramos Fineias Nelluty Joelma Mendes Johnny Guerra | 2:44    |  |
| 4.             | "Minha Fortaleza"   | Ramos Gabyh Souza                                            | 4:11    |  |
| Duração total: | Duração total:      | Duração total:                                               | 12:47   |  |

## Músicos participantes
Fonte:
- Dedê Borges – direção musical, teclado
- Enzo Léo – teclado
- Diego Ramos – baixo
- Kleber Cacuau – bateria
- Jota R. – bateria
- Walmir Bessa – bateria
- Pepe Silva – guitarra
- Raulzito – guitarra
- Everson Menezes – guitarra
- Gil Santos – percussão
- Juninho Nascimento – vocais de apoio
- Deiva Lewis – vocais de apoio